# Stenopelmatus histrio
Stenopelmatus histrio är en insektsart som beskrevs av Henri Saussure 1859. Stenopelmatus histrio ingår i släktet Stenopelmatus och familjen Stenopelmatidae. Inga underarter finns listade i Catalogue of Life.